# Linie laterală

Localizarea liniei laterale la un rechin

Linia laterală este un organ senzorial prezent la pești care are ca scop detectarea mișcărilor și vibrațiilor din apă, și ce ajută speciile să evite coliziunea, să se orienteze și să localizeze prada.  După cum sugerează și numele, liniile laterale se găsesc de o parte și de alta a corpului peștilor (la peștii răpitori). 